# Breeveen

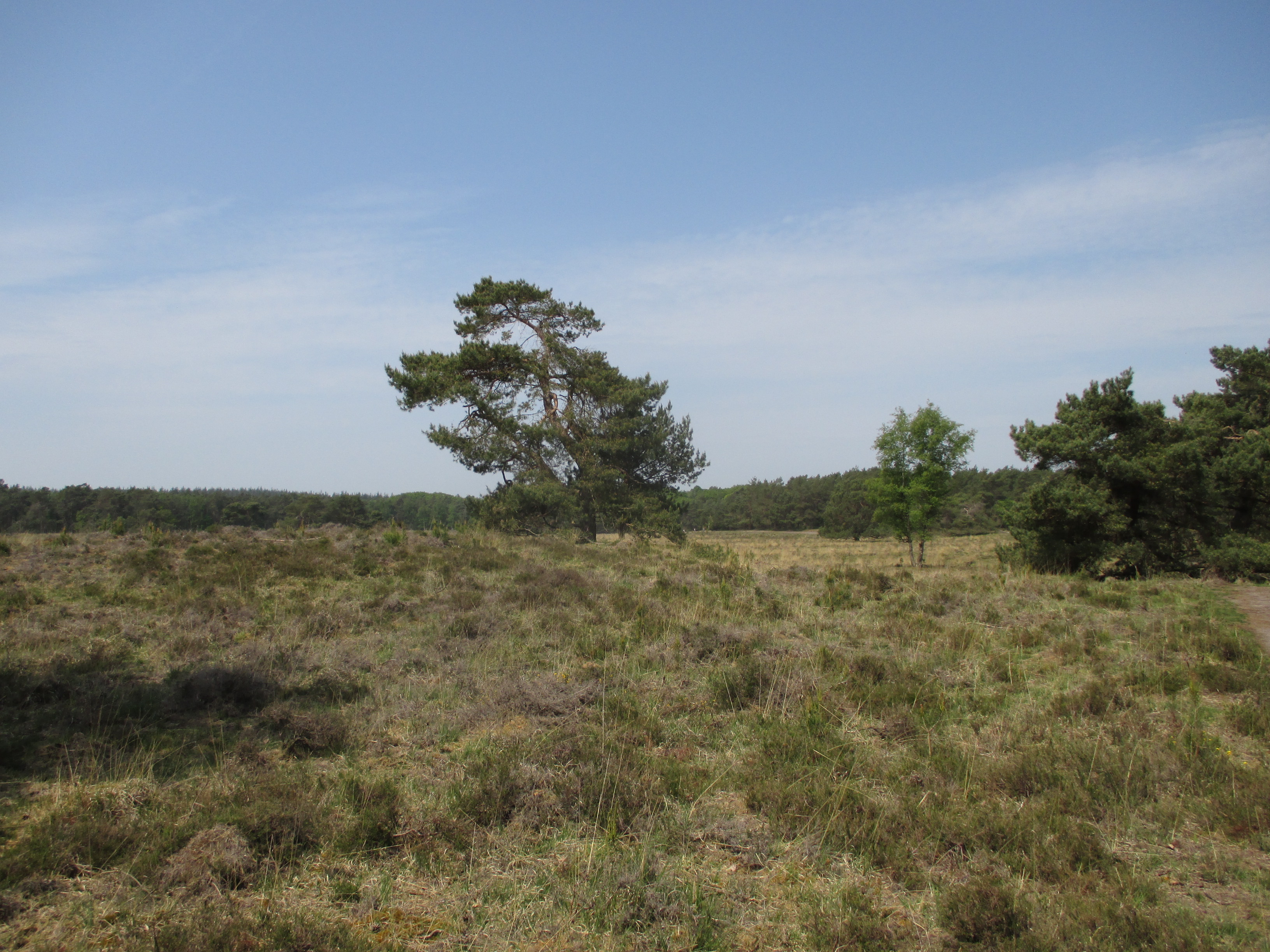
Natuurgebied Breeveen

Breeveen is een natuurgebied van zo'n 85 hectare nabij Leersum. Het werd in 1961 door stichting Het Utrechts Landschap aangekocht. Het landschap bestaat uit dennen-, eiken- en beukenbos en een vlakte met voornamelijk struikheide. Verder bevinden zich op Breeveen enkele opvallend grote prehistorische grafheuvels en zijn er restanten van loopgraven te vinden die dateren uit de Tweede Wereldoorlog.

## Flora en fauna
In Breeveen komt de levendbarende hagedissen voor. Bijzondere vogels zijn de raaf, boomleeuwerik en roodborsttapuit. Om vergrassing van de heide tegen te gaan lopen er in het gebied runderen die ook grazen op het naastgelegen Leersumse Veld.
Een groot gedeelte van het gebied bestaat uit hei. Door verlaging van de grondwaterstand kwam dopheide er steeds minder voor. Ook soorten als klein warkruid en zonnedauw dreigden te verdwijnen. Het Utrechts Landschap trof daarom maatregelen die het gebied weer natter moeten maken.

## Stormreservaat
De bossen van Breeveen hadden in 2021 ernstig te lijden van een valwind tijdens noodweer. Zo'n 16 hectare raakte ernstig beschadigd door windworp, stambreuk en uit bomen waaiende kronen. Het vitale naaldbos was bijna honderd jaar oud. De grote hoeveelheid stormhout maakte dat het bos plotseling in een aftakelingsfase kwam te verkeren. De eigenaar besloot dat alles bleef liggen en dat het gebied zal worden beheerd als 'stormreservaat' in de verwachting dat dit de biodiversiteit ter plekke bevorderd. Er zal onderzoek plaatsvinden naar veranderingen in de bosstructuur, de bodemontwikkeling en de kevervoorkomens. Voor bezoekers werd in 2023 een ca. 800 meter lang verhoogd vlonderpad door de ravage aangelegd, het zogenoemde 'Stormpad'.

## Afbeeldingen

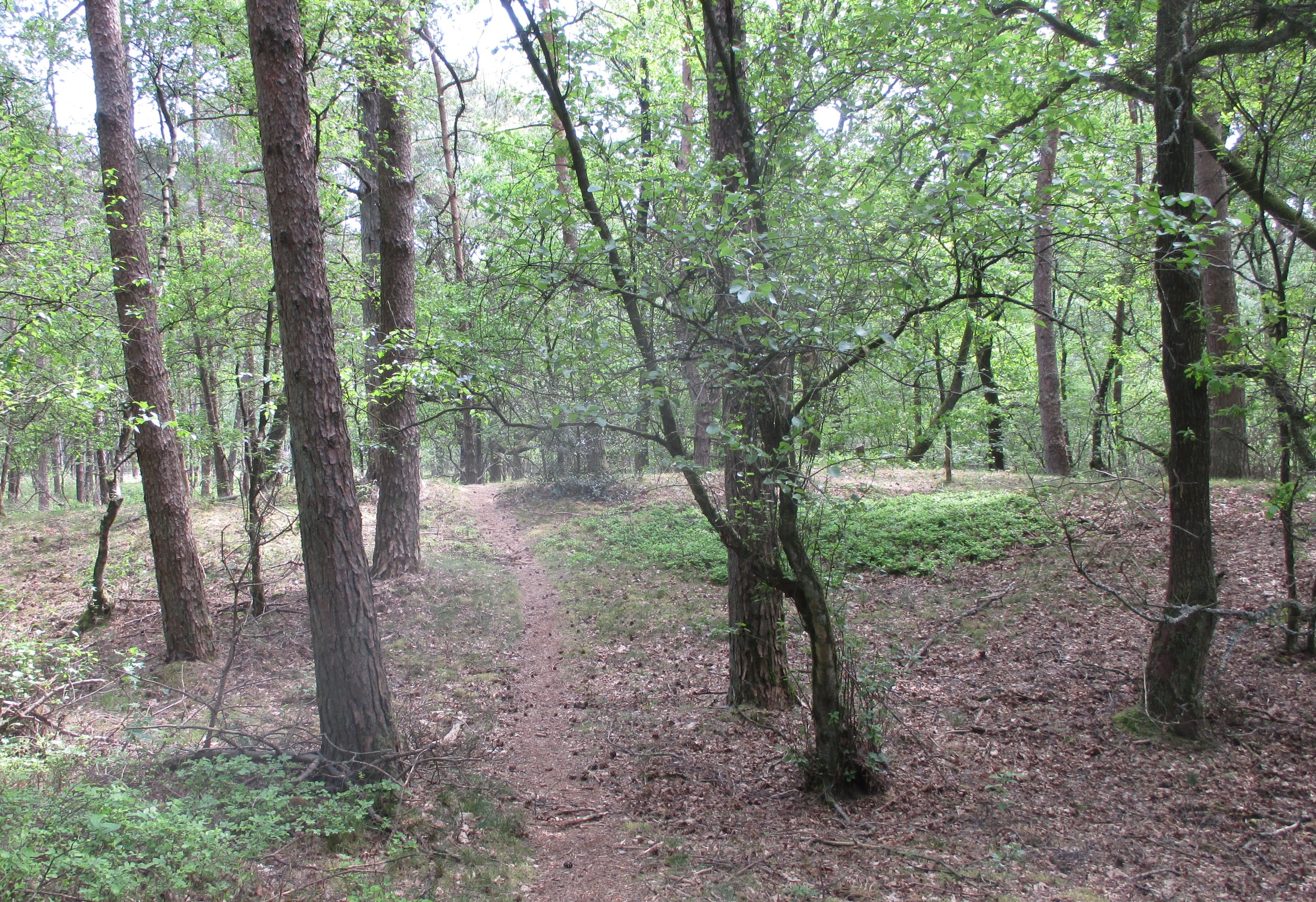
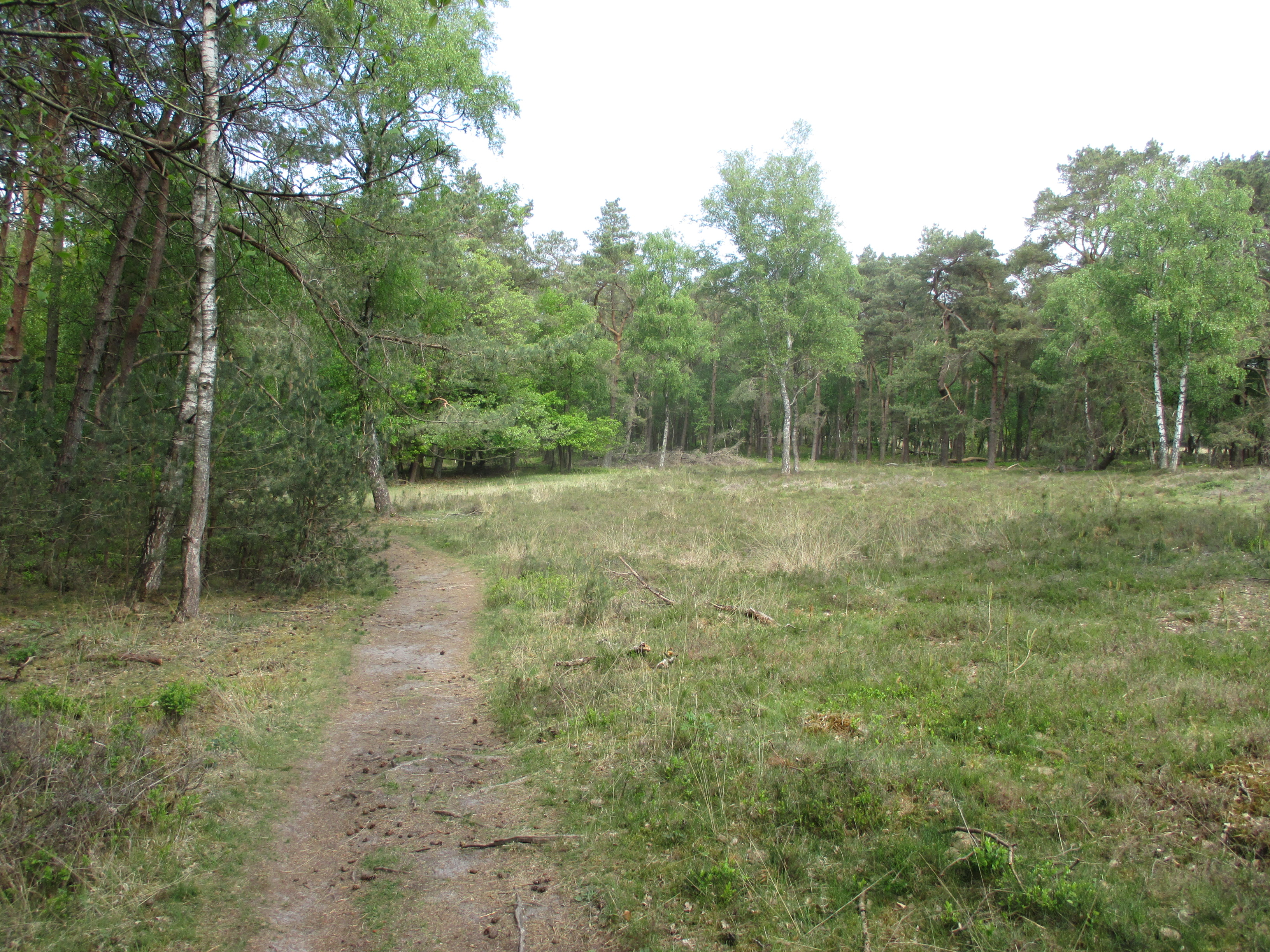
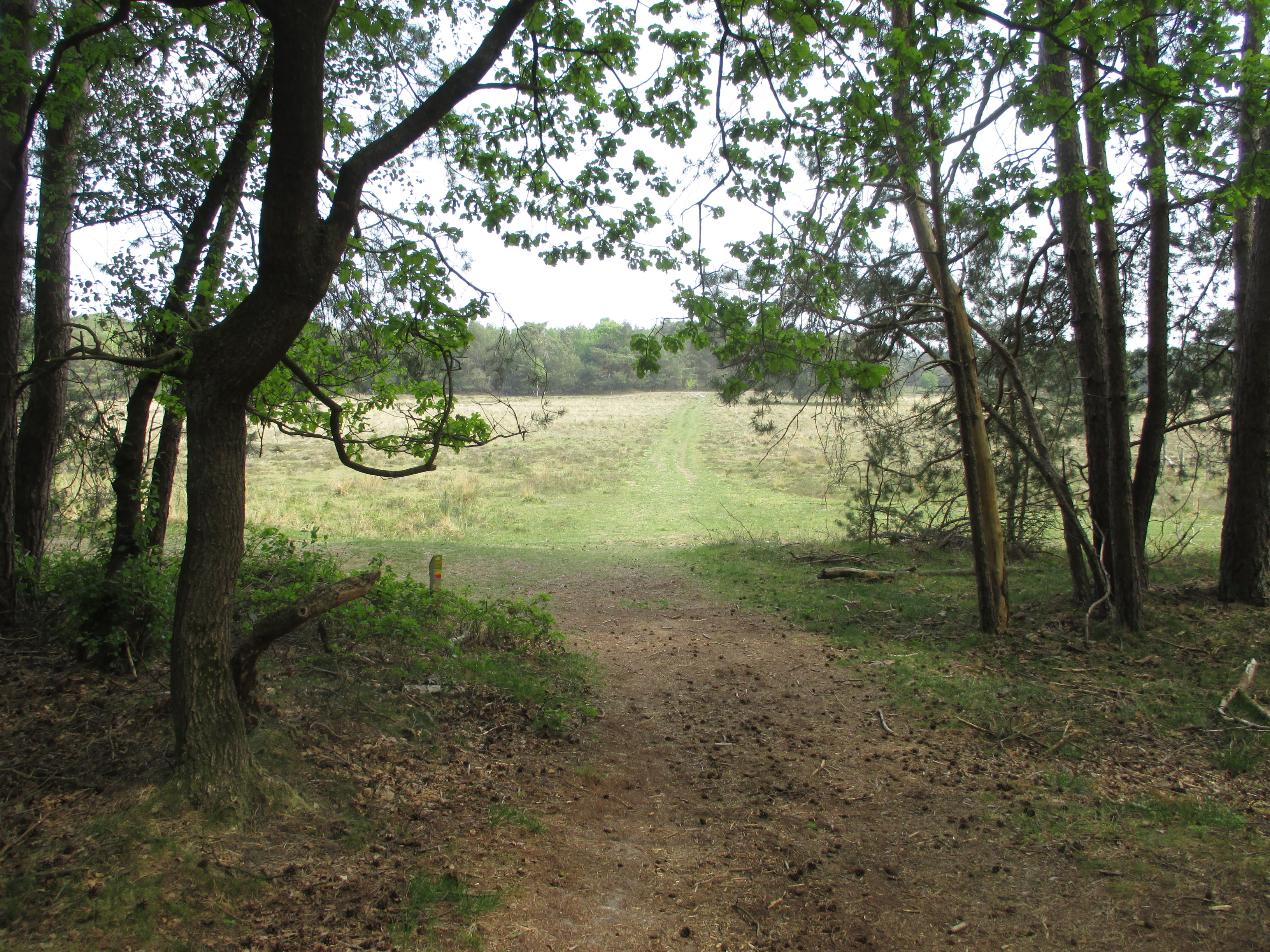
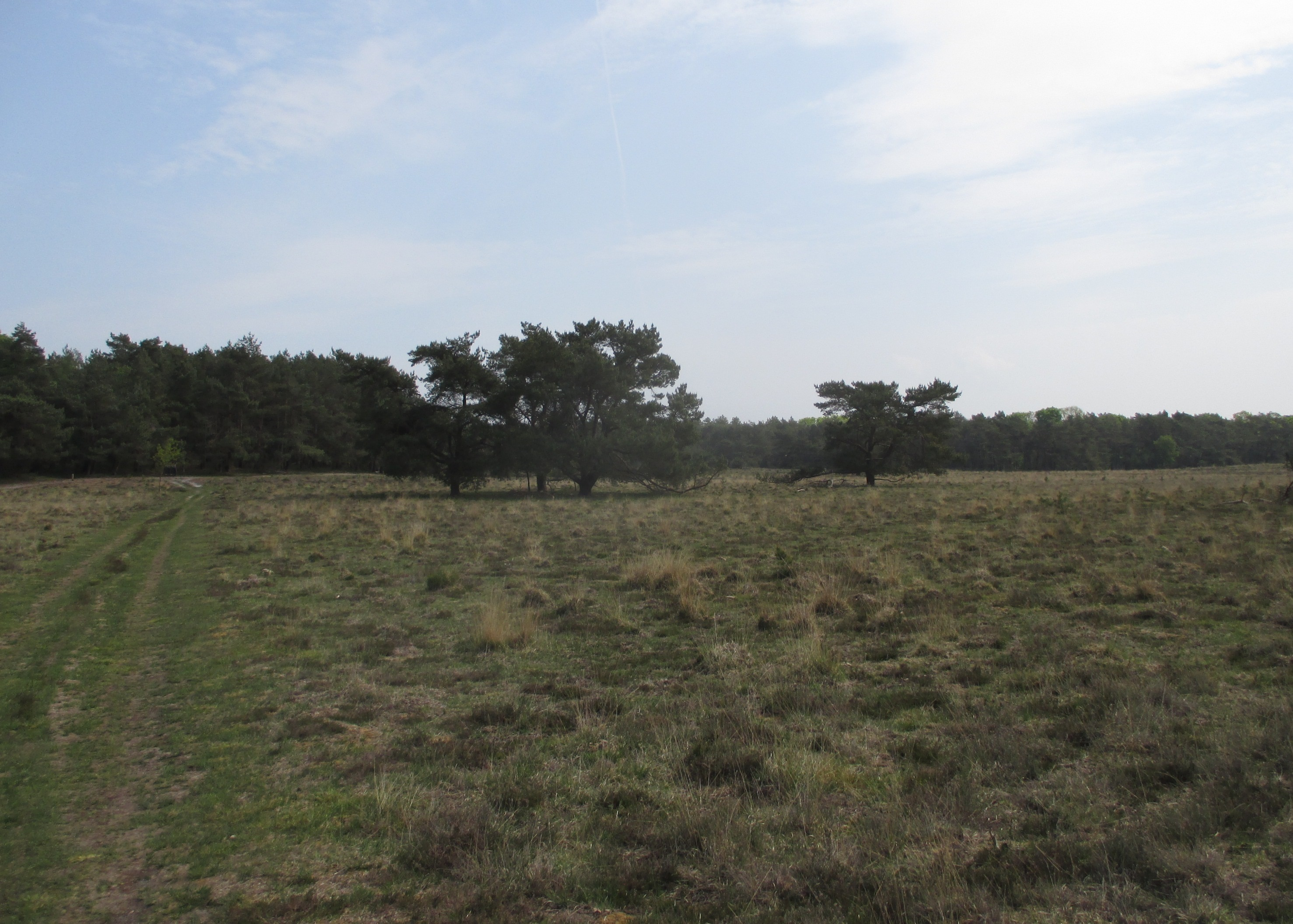
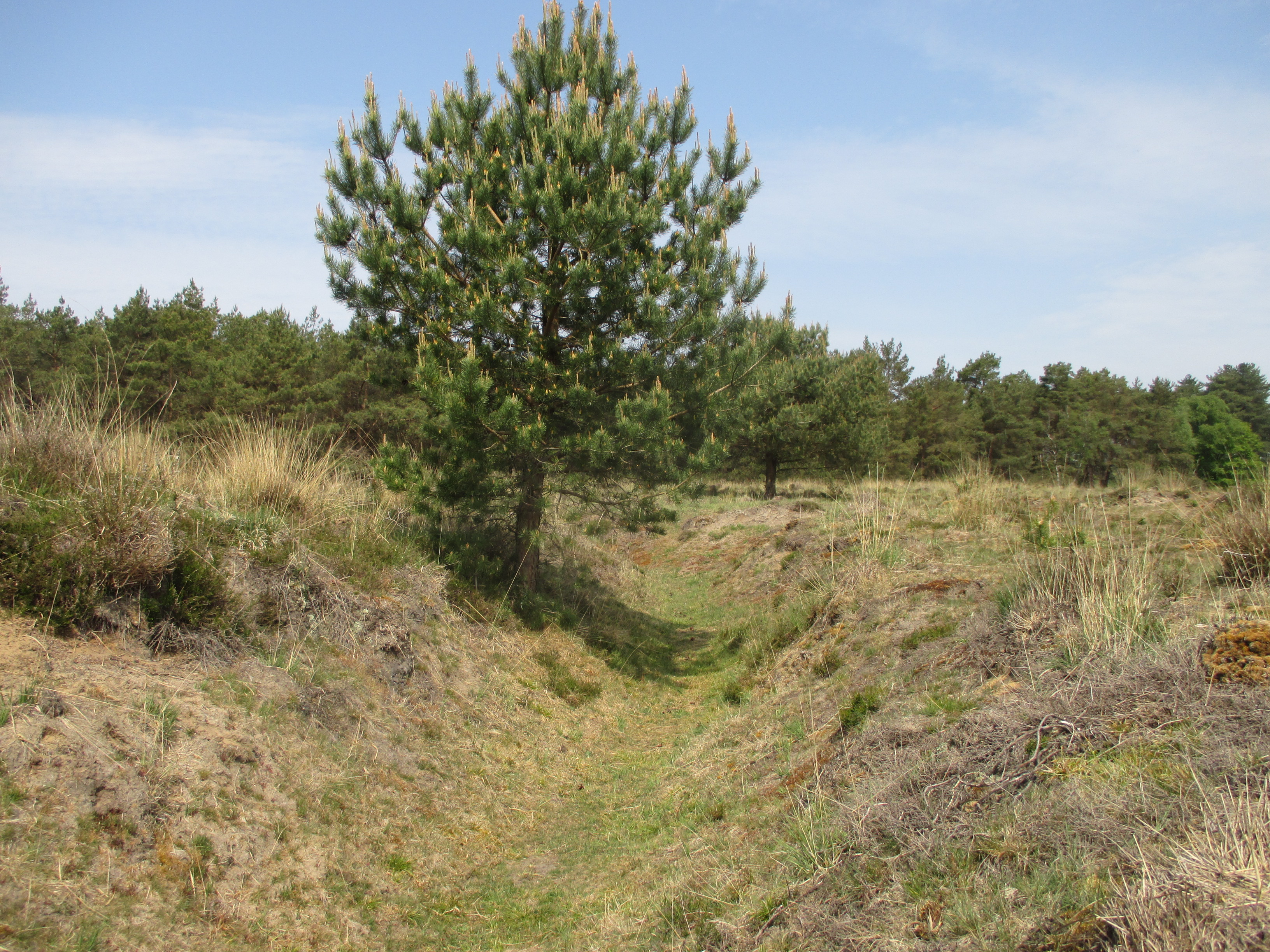
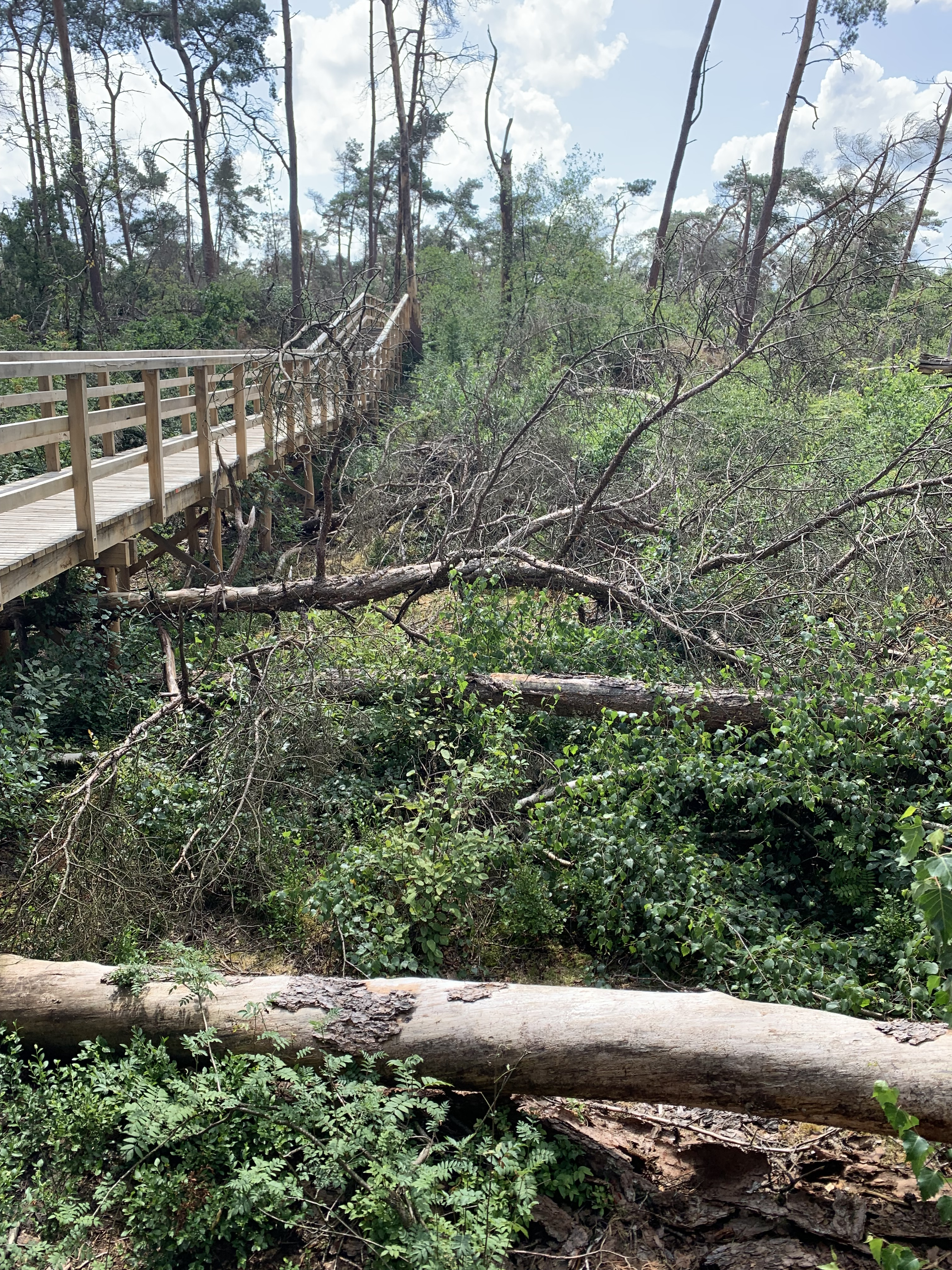
Stormpad